# Jõeranna
Jõeranna is een plaats in de Estlandse gemeente Hiiumaa, provincie Hiiumaa. De plaats heeft de status van dorp (Estisch: küla).
Jõeranna lag tot in oktober 2013 in de gemeente Kõrgessaare, daarna tot in oktober 2017 in de gemeente Hiiu en sindsdien in de fusiegemeente Hiiumaa.

## Bevolking
Het dorp had 24 inwoners op 31 december 2011 en 33 inwoners op 31 december 2021.

## Ligging
De plaats ligt aan de westkust van het eiland Hiiumaa, ten zuiden van de plaats Kõrgessaare.